# جورج کوجاک
جورج کوجاک (به انگلیسی: George Kojac) (زادهٔ ۲ مارس ۱۹۱۰) شناگر اهل ایالات متحده آمریکا است.